# Antoine Cauchie
Antoine Cauchie (vers 1535 - vers 1600), dont le nom latinisé est Antonius Caucius, est un grammairien français, originaire de Picardie.

## Biographie
Protestant, ami de Juste Lipse, il doit s'exiler en 1566 et devient précepteur en Allemagne. Il séjourne à la cour de Holstein-Gottorp et à Heidelberg. Pour cette raison, sa Grammaire française est une grammaire destinée à la formation de jeunes étrangers de langue allemande.

## Œuvres
- Antonii Caucii grammatica Gallica suis partibus absolutior quam ullus ante hune diem ediderit, Paris, 1570 ; Bâle, 1570. Cette grammaire française a connu plusieurs rééditions dans les années suivantes. L'édition de Strasbourg (1586) a été reproduite par Slatkine Reprints, Genève, 1968. Le texte de cette édition a été réédité, traduit en français et annoté par Colette Demaizière, Paris, Honoré Champion (coll. « Textes de la Renaissance », 46), 2001.
- Rudimenta etymologiae Latinæ quibus rudiora vocum accidentia explanantur opera Antonii Caucii, Anvers, 1581.